# Onorato (arcivescovo di Milano)
Onorato (Milano, ... – Genova, 572) fu arcivescovo di Milano dal 567 al 572.
È venerato come santo dalla chiesa cattolica che lo ricorda l'8 febbraio nel martirologio romano con queste parole: «A Milano, deposizione di sant'Onorato, vescovo, che, sotto la minaccia dell'invasione longobarda, mise in salvo gran parte della popolazione cercandole rifugio a Genova».

## Biografia
Poche e frammentarie sono le notizie sul vescovo milanese Onorato, il cui episcopato, secondo un antico Catalogus archiepiscoporum Mediolanensium,  si colloca tra quelli di Ausano e di Frontone, nella seconda metà del VI secolo. Il medesimo catalogus gli assegna 2 anni di governo e lo dice sepolto ad Nocetam, località che oggi si trova nella periferia meridionale di Milano, nei pressi di Chiaravalle, in direzione di Lodi; versioni successive del catalogus aggiungono che venne sepolto nella chiesa di San Giorgio.
Secondo la Historia Langobardorum di Paolo Diacono, Onorato era vescovo di Milano quando Alboino, re dei Longobardi, occupò la città nel 569; il vescovo, con buona parte del clero e della popolazione milanese fuggì a Genova, che divenne sede dei metropoliti ambrosiani fin verso la metà del VII secolo.
È probabile che Onorato, come gli altri vescovi ambrosiani di questo periodo, sia stato un vescovo scismatico, essendosi rifiutato di aderire alla condanna dei Tre Capitoli sancita dal concilio di Costantinopoli del 553.
Secondo la Vita di san Verano, composizione tardiva risalente all'XI secolo, il santo vescovo di Cavaillon, storicamente documentato tra il 585 e il 589, in un suo viaggio in Italia avrebbe incontrato Onorato. Secondo Lanzoni, non essendoci alcun riferimento all'occupazione longobarda, questo incontro sarebbe avvenuto a Milano prima del 569; per altri, come Pietri, che dubita tuttavia della storicità di questo racconto, l'incontro sarebbe avvenuto a Genova e in questa occasione il metropolita ambrosiano avrebbe inviato Verano ad Albenga.
Tradizionalmente l'episcopato di Onorato è collocato tra il 567 (o 568) e il 572, oppure tra il 567/568 e il 570. Una più recente ricostruzione cronologica, che tiene conto delle informazioni contenute nel Catalogus Archiepiscoporum Mediolanensium e della cronologia certa dei vescovi milanesi di fine secolo, propone di invertire gli anni di episcopato che il catalogus assegna a Onorato e al successore Frontone, assegnando al primo 11 anni di governo, dal 559 al 571, e al secondo, Frontone, soli 2 anni dal 571 al 573.
Non ha valore storico la tradizione, nota a partire dal XVII secolo, secondo la quale, alla morte di Onorato, furono eletti due vescovi, Lorenzo II, che succedette a Onorato a Genova, e Frontone, usurpatore, che venne eletto dal clero ambrosiano rimasto a Milano. Allo stesso modo, non ha fondamenti storici la tradizione medievale che associa Onorato all'aristocratica famiglia milanese dei Castiglioni.
Secondo il Liber notitiae sanctorum Mediolani (XIV secolo) la festa di sant'Onorato era celebrata l'8 gennaio, poi fissata all'8 febbraio.